# ألكسندر ترايكوفسكي
ألكسندر ترايكوفسكي (بالإنجليزية: Aleksandar Trajkovski) (و. 1992  م) هو لاعب كرة قدم مقدوني لعب سابقاً في نادي الفيحاء السعودي، ولد في إسكوبية، مركز لعبه هو جناح ‏.

## روابط خارجية
- ألكسندر ترايكوفسكي على موقع الاتحاد الدولي (مؤرشف)  (الإنجليزية)
- ألكسندر ترايكوفسكي على موقع الاتحاد الأوربي (الإنجليزية)
- ألكسندر ترايكوفسكي على موقع قاعدة بيانات كرة القدم.إي يو (الإنجليزية)
- ألكسندر ترايكوفسكي على موقع ليكيب (الفرنسية)
- ألكسندر ترايكوفسكي على موقع ناشيونال فوتبول تيمز (الإنجليزية)
- ألكسندر ترايكوفسكي على موقع Soccerbase.com (لاعب) (الإنجليزية)
- ألكسندر ترايكوفسكي على موقع Soccerway.com (الإنجليزية)
- ألكسندر ترايكوفسكي على موقع عالم كرة القدم.نت (الإنجليزية)
- ألكسندر ترايكوفسكي على موقع AS.com (الإسبانية)